# Ross County FC
Ross County is een Schotse voetbalclub uit Dingwall in Highland.

## Geschiedenis
De club werd in 1929 opgericht en speelde in het begin in de Highland Football League, waar ze 3 keer kampioen werden (1967, 1991 en 1992). Door goede resultaten in de eerste rondes van de Schotse beker werd de ploeg in 1994 gekozen om toe te treden tot de Football League. In het seizoen 1994/95 mocht de club dan starten in de nieuwe 4de klasse.
Langzaam maar zeker steeg de club naar de tweede klasse maar degradeerde daar in 2007. In 2008 werd Ross County kampioen van de Second Division en keerde terug naar de First Division. In 2012 promoveerde de club voor het eerst naar de Scottish Premier League door kampioen te worden in de Scottish Football League First Division.

## Erelijst
- Scottish Football League First Division / Scottish Championship

Winnaar (2): 2011/12, 2018/19
- Scottish Football League Second Division

Winnaar (1): 2007/08
- Scottish Football League Third Division

Winnaar (1): 1998/99
- Scottish Cup

Runner-up (1): 2010
- Scottish League Cup

Winnaar (1): 2016
- Scottish League Challenge Cup

Winnaar (3): 2007, 2011, 2019
Runner-up (2): 2005, 2009
- Highland Football League

Winnaar (3): 1966/67, 1990/91, 1991/92

## Overzichtslijsten

### Eindklasseringen
| 6 |

| 9 |

| 6 |

| 9 |

| 10 |

| 11 |

| 4 |

| 13 |

| 11 |

| 9 |

| 12 |

| 12 |

| 10 |

| 4 |

| 14 |

| 7 |

| 11 |

| 10 |

| 4 |

| 3 |

| 1 |

| 2 |

| 3 |

| 4 |

| 5 |

| 6 |

| 2 |

| 7 |

| 7 |

| 8 |

| 12 |

| 3 |

| 5 |

| 4 |

| 11 |

| 6 |

| 9 |

| 13 |

| 6 |

| 10 |

| 18 |

| 8 |

| 8 |

| 11 |

| 1 |

| 1 |

| 5 |

| 3 |

| 3 |

| 4 |

| 3 |

| 3 |

| 1 |

| 3 |

| 6 |

| 4 |

| 8 |

| 6 |

| 6 |

| 4 |

| 10 |

| 1 |

| 8 |

| 5 |

| 8 |

| 1 |

| 5 |

| 7 |

| 9 |

| 6 |

| 7 |

| 12 |

| 1 |

| 10 |

| 10 |

| 6 |

| 11 |

| 11 |

| 11 |

| Niveau 1 | Niveau 2 | Niveau 3 | Niveau 4 | Niveau 5 Highland League |

| Periode    | Niveau 1                | Niveau 2              | Niveau 3            | Niveau 4            |
| 1893-1975  | Division One            | Division Two          | Division Three      | --                  |
| 1975-1998  | Premier Division        | First Division        | Second Division     | Third Division      |
| 1998-2013  | Scottish Premier League | First Division        | Second Division     | Third Division      |
| 2013-heden | Scottish Premiership    | Scottish Championship | Scottish League One | Scottish League Two |

### Seizoensresultaten vanaf 1999
| Seizoen | Competitie               | Niveau | Eindstand | Tsch  | Scottish Cup | Opmerking                                                         |
| ------- | ------------------------ | ------ | --------- | ----- | ------------ | ----------------------------------------------------------------- |
| 1998/99 | Scottish Third Division  | IV     | 1         | ?     | --           |                                                                   |
| 1999/00 | Scottish Second Division | III    | 3         | ?     | 1e ronde     |                                                                   |
| 2000/01 | Scottish First Division  | II     | 6         | 2.817 | 4e ronde     |                                                                   |
| 2001/02 | Scottish First Division  | II     | 4         | 2.757 | 3e ronde     |                                                                   |
| 2002/03 | Scottish First Division  | II     | 8         | 2.706 | 3e ronde     |                                                                   |
| 2003/04 | Scottish First Division  | II     | 6         | 2.375 | 3e ronde     |                                                                   |
| 2004/05 | Scottish First Division  | II     | 6         | 2.336 | 4e ronde     |                                                                   |
| 2005/06 | Scottish First Division  | II     | 4         | 2.302 | 8e finale    |                                                                   |
| 2006/07 | Scottish First Division  | II     | 10        | 2.307 | 3e ronde     |                                                                   |
| 2007/08 | Scottish Second Division | III    | 1         | 2.247 | 8e finale    | League-topscorer: Andrew Barrowman (24)                           |
| 2008/09 | Scottish First Division  | II     | 8         | 2.279 | 4e ronde     |                                                                   |
| 2009/10 | Scottish First Division  | II     | 5         | 2.465 | Finale       | < Dundee United FC: 0-3                                           |
| 2010/11 | Scottish First Division  | II     | 8         | 2.336 | 4e ronde     |                                                                   |
| 2011/12 | Scottish First Division  | II     | 1         | 2.874 | 8e finale    | League-topscorer: Colin McMenamin (24)                            |
| 2012/13 | Scottish Premier League  | I      | 5         | 4.430 | 4e ronde     |                                                                   |
| 2013/14 | Scottish Premiership     | I      | 7         | 3.787 | 4e ronde     |                                                                   |
| 2014/15 | Scottish Premiership     | I      | 9         | 3.525 | 4e ronde     |                                                                   |
| 2015/16 | Scottish Premiership     | I      | 6         | 4.034 | kwartfinale  | Winnaar League Cup > Hibernian FC: 2-1                            |
| 2016/17 | Scottish Premiership     | I      | 7         | 4.103 | 8e finale    | League-topscorer: Liam Boyce (23)                                 |
| 2017/18 | Scottish Premiership     | I      | 12        | 4.540 | 4e ronde     |                                                                   |
| 2018/19 | Scottish Championship    | II     | 1         | 3.871 | 8e finale    |                                                                   |
| 2019/20 | Scottish Premiership     | I      | 10        | 4.665 | 4e ronde     | competitie na 30 wedstrijden afgebroken i.v.m. coronapandemie     |
| 2020/21 | Scottish Premiership     | I      | 10        | 0     | 3e ronde     |                                                                   |
| 2021/22 | Scottish Premiership     | I      | 6         | 3.752 | 4e ronde     |                                                                   |
| 2022/23 | Scottish Premiership     | I      | 11        | 4.420 | 4e ronde     | pd-wedstrijden > Partick Thistle FC: 0-2 (U) / 3-1 (5-4 n.s.) (T) |
| 2023/24 | Scottish Premiership     | I      | 11        | 4.273 | 4e ronde     | pd-wedstrijden > Raith Rovers FC: 2-1 (U) / 4-0 (T)               |
| 2024/25 | Scottish Premiership     | I      | 11        | 4.353 | 4e ronde     | pd-wedstrijden > Livingston FC: 1-1 (U) / 2-4 (T)                 |
| 2025/26 | Scottish Championship    | II     | .         |       |              |                                                                   |

## Bekende (oud-)spelers
- Jordi Balk
- Ivo den Bieman
- Timothy Dreesen
- Dyron Daal
- Melvin de Leeuw
- Darren Maatsen
- Kevin Luckassen
- Marc Klok
- Alex Schalk